# NGC 6862
NGC 6862 est une vaste galaxie spirale barrée située dans la constellation du Télescope. Sa vitesse par rapport au fond diffus cosmologique est de 4 100 ± 9 km/s, ce qui correspond à une distance de Hubble de 60,5 ± 4,2 Mpc (∼197 millions d'al). NGC 6862 a été découverte par l'astronome britannique John Herschel en 1834.
La classe de luminosité de NGC 6861 est II-III.

## Supernova
La supernova SN 2010co a été découverte dans NGC 6862 le 6 mai 2010 par l'astronome amateur sud africain Berto Monard. Cette supernova était de type II. 

## Groupe d'ESO 185-54
Selon A. M. Garcia NGC 6862 fait partie du groupe d'ESO 185-54. Ce groupe de galaxies renferme au moins neuf membres. Les autres galaxies sont NGC 6848, NGC 6855, NGC 6867, IC 4935, IC 4950, IC 4952, IC 4963 et ESO 185-54.